# Rajec
Rajec er en by og kommune i distriktet Žilina i regionen Žilina i det nordlige Slovakiet. Den ligger 190 kilometer fra den slovakiske hovedstad Bratislava. Byen har et areal på 31,46 km² og en befolkning på 5.897(2021) indbyggere.

## Eksterne links
- Officiel hjemmeside

- Wikimedia Commons har flere filer relateret til Rajec